# José Mestre Baptista
José Mestre Baptista ComIH (Reguengos de Monsaraz, Campo, 30 de maio de 1940 — Zafra, Espanha, 17 de fevereiro de 1985) foi um cavaleiro tauromáquico português. Morreu vítima de asma.

## Biografia
Para além de ter iniciado em Portugal o toureio frontal e ao pitón contrário, Mestre Baptista era dotado de uma arte e uma valentia, que ficará para sempre na história da tauromaquia.
“Toureiro de corpo inteiro que, praticamente sem ajudas de ninguém

se fez a si próprio tornando-se num ídolo e marcando uma época”
Filho de José Batista Pereira e Maria Júlia Mestre, Tita, como era conhecido e apelidado pelos familiares e amigos, nasceu a 30 de maio de 1940 no monte do Bonical, freguesia de São Marcos do Campo e concelho de Reguengos de Monsaraz.
Demonstrou desde criança o grande desejo de vir a ser cavaleiro e começou por montar um burro com o qual fazia as maiores traquinices desde simular faenas até subir as escadas da igreja.
Depois da instrução primária tirada em São Marcos do Campo, passou a frequentar um colégio em Évora donde as fugas eram constantes pois a sua vontade de prosseguir os estudos era nula. Os cavalos eram o seu fascínio. Regressou então a São Marcos do Campo para ajudar na lavoura e aos doze anos teve a primeira montada, o Ideal, cavalo com o ferro de seu pai e com o qual começou a tourear apenas baseado na sua intuição e talento natural, visto não ter frequentado qualquer escola de equitação nem ter na família tradições equestres.
Um ano mais tarde (1953) aos treze anos, fez a sua primeira atuação, estreando-se na praça de touros de Mourão, nas Festas de Nossa Senhora das Candeias. Esteve presente Luís Gonzaga Ribeiro, natural de Reguengos de Monsaraz, o homem que lançaria Mestre Batista no panorama tauromáquico, tornando-se seu apoderado, amigo e protetor. Luís Gonzaga Ribeiro trouxe-o para o Beco dos Beguinhos em Lisboa, deixando-o aos cuidados de sua mãe D. Alice Fusco, para começar a frequentar a escola de equitação de Mestre Nuno de Oliveira, mas o sonho continuava o mesmo, não queria ser equitador, queria ser toureiro.
Ao fim de quatro anos como amador, Mestre Batista recebe a alternativa de cavaleiro tauromáquico profissional a 15 de setembro de 1958 na praça de touros Daniel de Nascimento na Moita depois de lhe ter sido recusada três meses antes a 19 de julho na praça de touros do Campo Pequeno em Lisboa (a única alternativa recusada em toda a história do toureio a cavalo). Aprovada, desta vez por unanimidade, o cavaleiro teve como padrinho D. Francisco Mascarenhas. A sua primeira corrida como profissional foi na Chamusca em outubro, saindo triunfador e tendo feito a estreia do cavalo Forcado.
Apesar de muito criticado e apelidado por alguns de louco, devido ao arriscado e frontal toureio que praticava, depressa passou a alternar com cavaleiros de primeira categoria. Aos poucos o público começou a render-se ao seu novo modo de tourear assistindo-se a uma verdadeira revolução no toureio a cavalo.
Arrastando multidões, pisando terrenos até então proibidos que culminavam com os famosos “Ferros á Batista”, instituiu um estilo próprio que veio influenciar a maioria dos cavaleiros das gerações posteriores. A 10 de junho de 1962 em Santarém, realizou uma magnífica actuação onde Mestre Batista deu cinco voltas à arena com saída em ombros.
Além do seu estilo de tourear incomparável, a revolução no toureio a cavalo passou por alteração no vestuário, tendo adotado o uso casacas mais curtas, leves e ligeiramente cintadas, calções brancos e sem meias a tapar os joelhos. Conservou contudo o uso do tricórnio durante toda a lide.
Alternou em centenas de corridas de touros com Luís Miguel da Veiga que, apesar de sincero amigo, era considerado seu rival pelo público. Com lotação esgotada, os dois formaram o cartel mais anunciado, disputado e discutido durante quinze anos, fazendo aumentar o interesse pelo toureio a cavalo e trazendo milhares de aficionados para a corrida á portuguesa. Ficaram também célebres as corridas com o rejoneador Álvaro Domecq com touros em pontas na praça de touros do Campo Pequeno, as corridas dos três “Zés” com José Lupi, José Núncio e José Mestre Batista e os duos com José João Zoio.
Por três vezes (1963, 1964 e 1971) lhe foi atribuído o prémio Bordalo na categoria de tauromaquia como melhor cavaleiro. Para além de Portugal Continental, Mestre Batista toureou nos Açores, Luanda, Lourenço Marques, Macau, Espanha e França. Apesar do sucesso que o acompanhou, nunca impôs nomes de ganadarias de touros, nunca exigiu ou recusou alternar com qualquer cavaleiro, toureou em dezenas de festivais e corridas de beneficência e demonstrou sempre extrema sensibilidade aos problemas dos mais necessitados.
Durante a sua carreira recebeu e guardou mais de 5 000 cartas de fãs, algumas endereçadas apenas a José Mestre Batista, Portugal.
Dos momentos menos bons destacam-se as colhidas graves nas praças de touros de Santarém, Espinho, Almeirim e Vila Viçosa e o facto de a 26 de novembro de 1967, devido às inundações ter perdido alguns dos seus melhores cavalos, entre eles o Tirol e o Talismã.
Nessa altura mudou-se para uma quinta em Alhandra e dedicou-se arduamente à seleção e treino de novas montadas como o Trovador e Kalinka (ferro José Assis Palha), Apolo XI (ferro Tomás da Costa) e Satélite (ferro Vidal) o cavalo que mais touros toureou na quadra de José Mestre Batista. Nos últimos anos de toureio destacaram-se cavalos de qualidade como Dragão, Chacal, Concorde, Kruft e Zurbaren.
Como a maioria dos cavaleiros era um homem de fé e a sua imagem de devoção a Nossa Senhora D’Aires. Na sua igreja em Viana do Alentejo, cuja abóbada e altar mandou restaurar, frequentemente mandava depositar as flores recebidas nas corridas.
Casou em casa do seu apoderado Inácio Saraiva em Lisboa, às 16 horas do dia 9 de outubro de 1973, pelo civil, com Emeletina Maria de Lima Duarte Boiça e toureou à noite a corrida da feira de Vila Franca de Xira, sem que ninguém soubesse, inclusive os seus bandarilheiros, que era um homem casado. A 31 de dezembro do mesmo ano celebrou o casamento religioso na Basílica de Santo António em Pádua na Itália. No dia 22 de julho de 1975 nasce o seu único filho João Miguel Duarte Boiça Mestre Batista sendo baptizado na sua querida igreja de Nossa Senhora D’Aires.
José Mestre Batista faleceu de um ataque de asma, seguido de paragem cardíaca a 17 de fevereiro de 1985 em Zafra, Espanha na companhia de sua mulher e filho e as suas últimas palavras foram “Valha-me Nossa Senhora D’Aires”. Repousa no cemitério de Vila Franca de Xira em mausoléu.
Foi condecorado a título póstumo, a 24 de Agosto de 1985, pelo Sr. Presidente da República General António Ramalho Eanes, com o grau de Comendador da Ordem do Infante D. Henrique.
No decorrer destes 28 anos foram muitas as homenagens e exposições organizadas para relembrar o seu nome.
Na sua terra natal, São Marcos do Campo, em julho de 2009 a junta de freguesia do Campo inaugurou uma estátua equestre na rotunda da entrada da aldeia.
Em junho de 2011 a Santa Casa da Misericórdia de Reguengos de Monsaraz atribuiu á praça de touros de Reguengos de Monsaraz o seu nome.
A Santa Casa da Misericórdia de Reguengos de Monsaraz, em 15 de julho de 2011, prestou homenagem a José Mestre Batista, descerrando  um painel de azulejos na praça de touros que pertenceu ao cavaleiro
Atualmente existe um museu dedicado a José Mestre Batista em Reguengos de Monsaraz